# Провулок Мар'яна Гаденка
Прову́лок Мар'яна Гаденка — провулок у Солом'янському районі міста Києва, місцевість Батиєва гора. Пролягає від вулиці Архітектора Вишневського до Локомотивної вулиці. 
Є однією з найкоротших вулиць Києва.

## Історія
Провулок отримав назву на честь російського революціонера-марксиста Миколи Федосєєва (1871–1898) у кінці 1950-х — на початку 1960-х років, від сусідньої вулиці Федосєєва. 
У зв'язку з відсутністю забудови та малою довжиною практично ніколи не відображався на картах, відомості про нього не наведені в довідниках «Вулиці Києва». Поштових адрес по провулку Федосєєва немає, вся забудова належить до сусідніх вулиць.
2015 року інформацію про провулок включено в офіційний довідник «Вулиці міста Києва» та Містобудівний кадастр Києва.
Сучасна назва на честь українського композитора Мар'яна Гаденка — з 2024 року. 